# NGC 3834
NGC 3834 في الفهرس العام الجديد، هي مجرة، تقع في كوكبة الأسد. اكتشفت في 29 ديسمبر 1861 بواسطة هاينريش لويس دريست.

## روابط خارجية
- NGC 3834 على موقع ويكي سكاي: DSS2, SDSS, GALEX, IRAS, Hydrogen α, X-Ray, Astrophoto, Sky Map, Articles and images